# La Conception (Québec)
Pour les articles homonymes, voir La Conception.
La Conception est une municipalité du Québec (Canada) située dans la municipalité régionale de comté des Laurentides, dans la région administrative des Laurentides.

## Toponymie
Le nom de la municipalité fait référence à la conception de Jésus de Nazareth de par le Saint-Esprit comme il est enseigné dans le symbole des apôtres.

## Histoire
La municipalité de la Conception était auparavant un poste d'exploitation forestière. 

## Géographie
La Conception est accessible par la route 117. Elle est à environ 140 km au nord-ouest de Montréal.
La rivière Rouge traverse la municipalité du nord-est vers le sud-est. 

## Démographie
| 1991 | 1996 | 2001  | 2006  | 2011  | 2016  | 2021  |
| ---- | ---- | ----- | ----- | ----- | ----- | ----- |
| 695  | 917  | 1 050 | 1 283 | 1 287 | 1 337 | 1 431 |

## Administration
Les élections municipales se font en bloc pour le maire et les six conseillers.
| La Conception Maires depuis 2001                                                                                     |                   |         |          |
| Élection | Maire             | Qualité | Résultat |
| 2001 | Gilles Bélanger   |         | Voir     |
| 2005 | Gilles Bélanger   | Voir    |          |
| 2009 | Maurice Plouffe   |         | Voir     |
| 2013 | Maurice Plouffe   | Voir    |          |
| 2017 | Maurice Plouffe   | Voir    |          |
| 2021 | Gaétan Castilloux |         | Voir     |
| Élection partielle en italique Depuis 2005, les élections sont simultanées dans toutes les municipalités québécoises |                   |         |          |

## Activité
Toutes les premières fins de semaine du mois de juin, un tournoi de balle molle familial et amical est organisé.[réf. nécessaire]

## Éducation
L'école anglophone Académie Sainte-Agathe à Sainte-Agathe-des-Monts, géré par la Commission scolaire Sir Wilfrid Laurier, servi a la ville (primaire et secondaire)

## Domaine Chic Shack
Le domaine Chic Shack est un nouveau développement apparu en 2015 fondé par Daniel Bigras ancien cofondateur du restaurant Shack et Marie Sicotte qui est professionnelle du domaine immobilier à Montréal. 

## Personnalité
- Pascal Chaumont y est né.